# Powiat czehryński

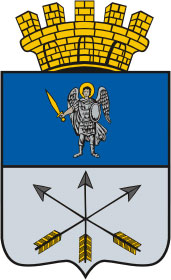
Herb powiatu

Powiat lub ujezd czehryński dawny powiat województwa kijowskiego a potem guberni kijowskiej. Jego siedzibą był Czehryń. Powiat czehryński utworzony został w 1797 roku, a w roku 1799 powiększony o powiat czerkaski, na który w 1880 roku został przemianowany. W 1805 roku przywrócony został do dawnego obszaru.

## Gminy
1. Adamówka(inne języki)
2. Bałandyna(inne języki)
3. Bołtyszka(inne języki)
4. Borowica
5. Hołowkówka(inne języki)
6. Hruszkówka(inne języki)
7. Żurawka(inne języki)
8. Złotopol
9. Kamionka
10. Łebedyn
11. Lipianka(inne języki)
12. Łubieńce(inne języki)
13. Medwedówka
14. Nowosielica(inne języki)
15. Aleksandrówka
16. Ositniażka(inne języki)
17. Podorożne(inne języki)
18. Racewo(inne języki)
19. Rewówka(inne języki)
20. Stawidła(inne języki)
21. Osota Stara(inne języki)
22. Subotów
23. Telepin(inne języki)
24. Tymoszówka
25. Trylisy(inne języki)
26. Truszowce(inne języki)
27. Ćwietna(inne języki)
28. Czapliszcze(inne języki)
29. Szabelniki(inne języki)
30. Józefówka(inne języki)

## Wzmianka słownikowa z 1880
Miał 2877 wiorst kw. powierzchni. Powiat w 1847 roku posiadał jedno miasto, sześć miasteczek, 76 siół, 34 wsi, 9 futorów: razem 126. W 1865 roku ludność wynosiła 140 336, w tym:
- 69 270 mężczyzn
- 71 266 kobiet

W tej liczbie 18274 izr., gdzie:
- 8672 mężczyzn
- 9602 kobiet.

W całym powiecie były tylko dwie parafie katolickie: Antonówka i Złotopol, obie w dekanacie zwinogródzkim.
Powierzchnia powiatu jest rozmaita: część południowo-zachodnia składa się z równin i stepów, lasami okrążonych; na przestrzeni od Warunów do Czehrynia ciągnie się nieprzerwany piasek; w części powiatu południowo-wschodniej, o 5 mil od granicy chersońskiej, także leżą piaski otwarte. Nad brzegami Taśminy powierzchnia górzysta; nad Dnieprem
bagnista. Powiat obfituje w łąki; tutejsza trawa ma liść szeroki i własność trawy bagnistej.
Grunt składa się najwięcej z czarnej ziemi, zmieszanej z piaskiem. (...)